# Beau Street-skatten
Beau Street-skatten (engelsk The Beau Street Hoard) er et depotfund fra Bath i Somerset i England. Det er det femtestørste depotfund i Storbritannien, og det er det største, der er fundet i en britisk romersk by. Den består af omkring 17.500 romerske sølvmønter, der er dateret til mellem 32 f.Kr. og 274 e.Kr.
Fundet blev gjort i Beau Street omkring 150 m fra de romerske bade, som blev opført, da Bath var en romersk koloni kendt som Aquae Sulis.
Fundet blev købt af museet ved de romerske bade efter en donatation fra Heritage Lottery Fund på £372.500 og har været udstillet siden januar 2015.